# Official Irish Republican Army
Pour les articles homonymes, voir Armée républicaine irlandaise et Óglaigh na hÉireann.
L'Official Irish Republican Army (anglais : Official IRA, OIRA, désigné comme "the Officials" ou "the Stickies", français : Armée républicaine irlandaise officielle) est une organisation paramilitaire républicaine irlandaise active pendant le conflit nord-irlandais entre décembre 1969 et mai 1972. Elle ne déposera totalement les armes qu'en février 2010. Perdant 21 de ses membres pendant le conflit, elle se rendit responsable de la mort de 52 personnes.

## Historique
À la suite de sa Campagne des frontières entre 1959 et 1962, l'Irish Republican Army enterre ses armes (elle les vend en 1968 à la Free Wales Army) et Cathal Goulding remplace Ruairí Ó Brádaigh comme Chef d'État-major. Celui-ci, marxiste convaincu, dirige l'IRA vers des luttes plus sociales. Dès 1964, il propose la création d'un National Liberation Front avec l'extrême gauche et de mettre fin à l'abstentionnisme (et donc de reconnaître, en acceptant d'y siéger, les parlements irlandais, nord-irlandais et britannique), proposition particulièrement critiquée par les partisans de cette tradition du mouvement républicain.
Lorsqu'à l'été 1969, des émeutes éclatent, opposant catholiques, protestants et policiers (comme la bataille du Bogside), l'IRA est incapable de défendre les ghettos catholiques. Menée par Seán MacStíofáin, une partie de l'organisation, en particulier des volunteers du Nord, critique la ligne de la direction. En décembre 1970, l'IRA réunit une Convention générale extraordinaire dont une majorité des délégués est acquise à Goulding. Soutenant le tournant politique, la Convention pousse à la scission les partisans d'une ligne militariste et opposés à l'abandon de l'abstentionnisme qui fondent la Provisional Irish Republican Army avec Seán MacStíofáin comme Chef d'État-major, tandis que Cathal Goulding devient Chef d'État-major de l'Official Irish Republican Army, rejoint par la majorité des volunteers d'Irlande. Le 11 janvier 1970, lors de son Ard Fheis, le Sinn Féin scissionne pour les mêmes raisons, l'Official Sinn Féin (renommé plus tard Workers' Party of Ireland) devenant la branche politique de l'OIRA.
L'OIRA déclare un cessez-le-feu en 1972. En 1975, une scission fonde l'Irish National Liberation Army. Le 8 février 2010, l'OIRA annonce avoir rendu ses armes à l'Independent International Commission on Decommissioning.